# Aleksej Kaledin

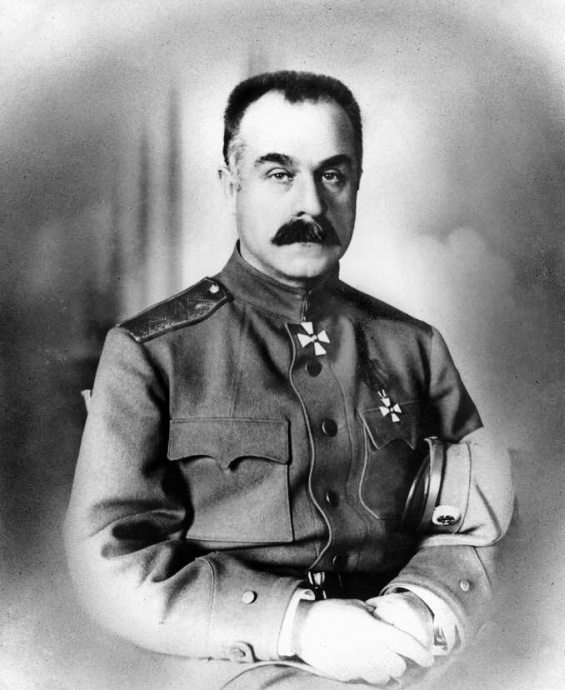
Aleksej Kaledin

Aleksej Maksimovitj Kaledin (ryska: Алексей Максимович Каледин), född 24 oktober (12 oktober enligt g.s.) 1861 i Donkosackernas land, död 29 januari 1918 i Novotjerkassk, var en rysk militär. 
Kaledin blev officer vid ett kosackregemente 1879 och stabskapten vid generalstaben 1889. Han användes främst i generalstabsbefattningar, blev överste 1899 och generalmajor 1907. År 1910 blev han chef för en kavalleribrigad och 1912 chef för 12:e kavalleridivisionen och generallöjtnant. Med denna division ingick han vid första världskrigets utbrott 1914 i åttonde ryska armén, som inryckte i östra Galizien. År 1915 blev han armékårchef och följande år i juni chef för åttonde armén, som utförde anfallet mot Kovel och därpå följande strider. 
Kaledin var avgjord motståndare till ryska revolutionen och avskedades därför i maj 1917, men valdes i juli samma år till hetman för donkosackerna. Han uppträdde på kongressen i Moskva i augusti samma år, kraftigt fordrande rådsstyrelsernas upplösning. Efter Lavr Kornilovs misslyckade upprorsförsök drog Kaledin sig till södra Ryssland och bekämpade därifrån i spetsen för kosacker och frivilliga anhängare från hela landet bolsjevikregeringens trupper. Efter upprepade motgångar begick han självmord.